# 324 f.Kr.

## Händelser

### Efter plats

#### Makedoniska riket
- Vid återkomsten till den persiska staden Susa straffar Alexander den store dem, som han anser har misslyckats med sina plikter under hans bortavaro i Indien, särskilt dem som har plundrat gravar och tempel. Alexander fortsätter sin politik att ersätta äldre tjänstemän och att avsätta dåliga guvernörer. Över en tredjedel av hans satraper byts ut och sex stycken avrättas. Tre generaler i Medien, inklusive Kleander (bror till den året innan avlidne Koenos), anklagas för utpressning samt arresteras, döms och avrättas.
- Under tiden i Susa håller Alexander en fest för att fira erövrandet av det Persiska riket.
- För att ytterligare integrera makedonierna och perserna tar sig Alexander och 80 av hans officerare persiska hustrur. Han och Hefaistion gifter sig med Dareios III:s döttrar Stateira III respektive Drypetis (Alexander även med Parysatis II), och 10 000 av hans soldater med inhemska hustrur får generösa hemgifter. Hans beslutsamhet att inkorporera perserna på lika villkor i armén och administrationen av provinserna ogillas dock starkt av makedonierna.
- Alexander den store tillbringar sommaren och hösten i den mediska huvudstaden Ekbatana, där hans bäste vän, Hefaistion, dör under hösten. Alexander ger sig hän åt ett djupt sorgearbete efter sin näre vän.
- Vintern – Alexander ger sig ut på en skoningslös straffexpedition mot kassiterna i Luristans berg.

#### Grekland
- Alexander den stores skattmästare Harpalos flyr från Susa till Aten, då han fruktar att bli arresterad. Vid ankomsten till Aten fängslas han av atenarna på uppmaning av Demosthenes och Fokion, trots Hypereides motstånd, eftersom de båda vill få till stånd ett uppror mot Alexander. Harpalos för med sig rikligt byte från Alexanders fälttåg i Asien och denna rikedom överlåts till en kommitté ledd av Demosthenes.
- Dinarkos, en professionell talskrivare i Aten, får en framskjuten ställning i den skandal som följer på Harpalos flykt från Susa. När Harpalos lyckas fly från Aten till Kreta skriver Dinarkos ett anklagande tal mot Demosthenes, Demades, Aristogiton, Filokles och andra välkända politiker, där han anklagar dem för att missköta den rikedom de har kommit över.
- Demosthenes döms och fängslas efter att ha funnits skyldig till att missköta en del av den rikedom, som Harpalos har fört med sig till Aten. Han flyr och går i exil, trots att hans dom snart upphävs. Hypereides har stött Demosthenes i hans kamp mot makedonierna, men detta stöd dras tillbaka efter Harpalosaffären. Efter Demosthenes flykt blir Hypereides ledare för Atens patriotiska parti.
- Grekiska kolonisatörer grundar staden Akra Leuka (nuvarande Alicante i Spanien) på iberiska halvöns medelhavskust.

## Födda
- Antiochos I, seleukidisk kung, som medregent till sin far från cirka 293 och ensam från 281 till sin död 261 f.Kr.

## Avlidna
- Oktober – Hefaistion, son till Amyntor, makedonisk general, soldat, aristokrat och vän (samt möjligen även älskare) till Alexander den store (född cirka 356 f.Kr.)